# José María Sepúlveda Bustos
José María Sepúlveda Bustos (Chillán, 1864-ibídem, 22 de mayo de 1925) fue un médico y político chileno. Fue integrante del Partido Radical de Chile, como también a la masonería y el Cuerpo de Bomberos de Chillán.

## Biografía
Estudió en el Liceo de Hombres de Chillán, para luego, estudiar medicina en la Universidad de Chile. Una vez graduado, retorna a la ciudad de Chillán, trabajando como médico, dedicando sus horas libres al cuidado de los enfermos. La ciudadanía, de ese entonces, le otorgó el apodo de "doctor de la ciudad".
Posteriormente, inicia su carrera política, dedicándose por veinticinco años como regidor de la ciudad, para luego, desempeñarse como alcalde de Chillán entre 1918 y 1921. Durante su gestión edilicia, junto al intendente Vicente Méndez, realiza construcciones públicas, como alcantarillado, luz eléctrica, además de inauguración de centro de salud y educación. Sus obras más importantes en la ciudad, fue la construcción de una biblioteca pública, antecedente de la Biblioteca Municipal de Chillán, la construcción del Primer Teatro Municipal de Chillán, cual sería destruido en el Terremoto de 1939 y el control una plaga de zancudos, modificando el paisaje pantanoso del centro de la ciudad, cual conservaba desde 1835.

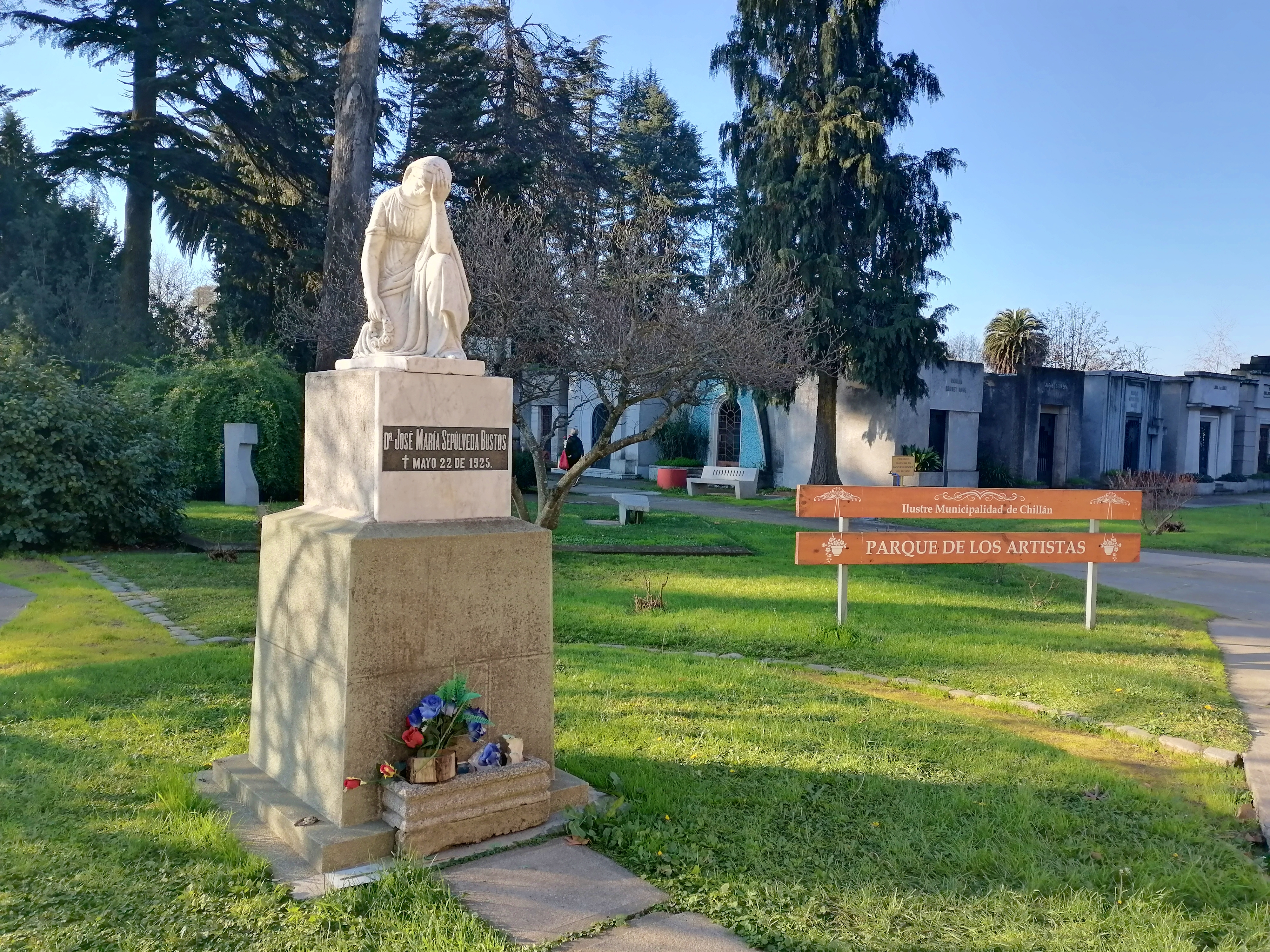
Tumba de Sepúlveda Bustos en Patio de los Artistas del Cementerio Municipal de Chillán

Falleció en la ciudad de Chillán, el 22 de mayo de 1925. Sus restos fueron enterrados en el Patio de Artistas del Cementerio Municipal de Chillán, en la primera tumba al acceder al camposanto, adornada con una escultura de Helga Yufer. Como homenaje, la avenida de acceso al cementerio, es llamada Avenida Sepúlveda Bustos.